# Godło Gagauzji

Godło

Godło Gagauzji, poprzez charakterystyczne obramowanie wykonane z żółtych kłosów przepasanych flagą gagauską, w swych ogólnych zarysach nawiązuje do symboliki radzieckiej. W jego centrum znajduje się heraldyczna tarcza. W dolnej części tarczy ulokowano wizerunek wschodzącego słońca. Nad tarczą znajdują się trzy żółte (złote) pięcioramienne gwiazdy mające identyczne odniesienia jak na fladze.
Pierwotnie godłem Gagauzji był czarny wilk stojący na szczycie wzniesienia, umieszczony pośrodku okrągłej tarczy. W górnej części godła widniały trzy niewielkie gwiazdy